# Liste der Monuments historiques in Pézarches
Die Liste der Monuments historiques in Pézarches führt die Monuments historiques in der französischen Gemeinde Pézarches auf.

## Liste der Objekte
Zum Verständnis siehe: Kirchenausstattung
| Bezeichnung | Beschreibung                                                  | Standort | Kennzeichnung | Schutzstatus | Datum | Bild |
| ----------- | ------------------------------------------------------------- | -------- | ------------- | ------------ | ----- | ---- |
| Kanzel      | Holz, 18. Jahrhundert; in der Kirche St-Nicolas-Ste-Geneviève | (Lage)   | PM77004364    | Inscrit      | 1984  |      |
| Tabernakel  | Holz, 18. Jahrhundert; in der Kirche St-Nicolas-Ste-Geneviève | (Lage)   | PM77004365    | Inscrit      | 1984  |      |